# Ferdinand von Hutten
Ferdinand Friedrich Franz Adam Freiherr von Hutten (* 15. März 1793 in Klingenberg am Main; † 23. März 1857 in Würzburg) war ein königlich bayerischer Rittmeister und Kammerherr des Großherzogs von Toskana. Hutten war von 1833 bis 1848 mehrmals Mitglied der kurhessischen Ständeversammlung.

## Leben

### Familie
Ferdinand Freiherr von Hutten entstammte dem alten fränkischen Adelsgeschlecht von Hutten. Sein Vater Christoph Friedrich Gottfried Adalbert Philipp Franz Lothar Ferdinand Joseph Ludwig von Hutten (* 6. Februar 1765 in Würzburg; †  29. Oktober 1830 in Steinbach) wurde bischöflich würzburger Hofrat und Oberamtmann. Als Ritterrat des Kantons Rhön und Werra war er Vertreter der Reichsritterschaft auf dem Wiener Kongreß. Am 21. Oktober 1816 wurde er bei der Freiherrenklasse der Adelsmatrikel im Königreich Bayern eingetragen. Hutten heiratete am 12. April 1790 in Würzburg Caroline Maria Anna (* 24. Juni 1771 in Würzburg; † 15. April 1844 in Würzburg), eine geborene Freiin von Gebsattel. Aus der Ehe gingen vier Kinder, zwei Söhne und zwei Töchter, hervor.
Ferdinand war das zweite Kind und der älteste Sohn. Sein jüngerer Bruder Friedrich Karl Joseph Ulrich (* 2. August 1794 in Klingenberg; † 16. Juni 1876 in Klingenberg) wurde wie er Kammerherr, Rittmeister und Abgeordneter der kurhessischen Ständeversammlung. Ihre älteste Schwester Caroline Esther Theresia (* 19. März 1791 in Würzburg; † 25. November 1864 in Würzburg) heiratet den großherzoglich toskanischen Kämmerer Friedrich Siegmund von Reinach. Die Nachkommen aus dieser Ehe sind bis heute in Frankreich ansässig.

### Beruflicher Werdegang
Hutten nahm noch 1814 als Oberleutnant im k.k. freiwilligen Jägerbataillon an den Befreiungskriegen teil und erhielt für seine Verdienste die Kriegsgedenkmünze von 1814–1815. Später wurde er Rittmeister in der bayerischen Armee.
Nach dem Tod des Vaters 1830 wurde Ferdinand Senior der Familie von Hutten und beantragte, auch im Namen seines Bruders, eine Übertragung ihrer Lehnsbesitzungen im Kurfürstentum Hessen. Aber erst im Dezember 1844 erhielt er vor dem Hanauer Lehnhof das Laßgut zu Salmünster und die biebergauischen Lehen. Bereits im Dezember 1834 belehnte König Ludwig von Bayern beide Brüder nach abgelegtem Lehenseid mit dem zum Hochstift Würzburg gehörenden Besitzungen als Mannlehen, unter anderem das Schloss Steinbach mit dem Dorf Steinbach und allen Häusern und Feldern.
Von 1833 bis 1838, dem 4. und 5. Landtag, sowie von 1839 bis 1848, dem 7. bis 10. Landtag, war Hutten Mitglied der kurhessischen Ständeversammlung als Vertreter für den hanauischen Adel. In Folge der Februarrevolution legte er im März 1848 sein Mandat nieder. Ferdinand von Hutten starb am 15. April 1857, im Alter von 64 Jahren, in Würzburg. Er war Ritter des kurhessischen Hausorden vom goldenen Löwen und erhielt am 24. Oktober 1844 eine kurhessische Anerkennung seines Freiherrenstandes.

### Ehe und Nachkommen
Ferdinand von Hutten heiratete am 26. Juli 1826 in Bamberg Augusta Elisabetha Maria Theresia (* 17. Oktober 1807 in Mannheim; † 11. Januar 1888 in Würzburg), eine geborene Freiin von Hacke. Aus der Ehe gingen drei Söhne und drei Töchter hervor. Nach dem Tod ihres Mannes wurde Augusta Elisabetha Maria Theresia Ordensdame und trat in den königlich bayerischen St.-Anna-Orden ein.
Der älteste Sohn Ulrich Franz Christoph Friedrich (* 2. Dezember 1827 in Steinbach) starb am 29. Juli 1888 in Stöckach als königlich bayerischer Generalmajor und Obersthofmeister. Sein jüngerer Bruder Carl Theodor Ulrich Friedrich (* 27. Juli 1832 in Steinbach) wurde königlich bayerischer Rittmeister. Ihre zwei Schwestern, Clothilde Caroline (* 1833) und Anna Marie Antonia Caroline (* 1835), wurden Stiftsdamen des freiherrlich von huttenschen Fräuleinstifts in Nürnberg.